# Condado de Webster (Kentucky)
El condado de Webster (en inglés: Webster County), fundado en 1860, es uno de 120 condados del estado estadounidense de Kentucky. En el año 2000, el condado tenía una población de 14,120 habitantes y una densidad poblacional de 16 personas por km². La sede del condado es Dixon.

## Geografía
Según la Oficina del Censo, el condado tiene un área total de 1153 km² (445,2 mi²), de la cual 870 km² (335,9 mi²) es tierra y 868 km² (335,1 mi²) (0.28%) es agua.

### Condados adyacentes
- Condado de Henderson (norte)
- Condado de McLean (noreste)
- Condado de Hopkins (sureste)
- Condado de Caldwell (sur)
- Condado de Crittenden (suroeste)
- Condado de Union (noroeste)

## Demografía
Según la Oficina del Censo en 2000, los ingresos medios por hogar en el condado eran de $31,529, y los ingresos medios por familia eran $38,208. Los hombres tenían unos ingresos medios de $31,149 frente a los $20,375 para las mujeres. La renta per cápita para el condado era de $15,657. Alrededor del 15.40% de la población estaban por debajo del umbral de pobreza.

## Localidades
| - Clay - Dixon | - Providence - Sebree | - Slaughters - Wheatcroft |